# Balics Lajos
Balics Lajos (Lövő, 1856. február 8.  – Győr, 1932. december 19.) római katolikus pap, teológus, egyháztörténész, királyi jogakadémiai tanár.

## Élete
A Sopron megyei Lövőn született. A négy alsó gimnáziumi osztályt Sopronban végezte el 1866 és 1871 között; a négy felsőt mint a kisebb papnevelő-intézet növendéke, Győrött végezte (1871–1875). Ezt követően teológiai tanulmányokra küldték a bécsi Pázmány-intézetbe, ahol 1875 és 1879 között folytatott stúdiumokat. 1879. július 13-án szentelték pappá és augusztus 12-től 1881. szeptember 8-ig káplánként működött Tatán, majd több éven át a győri nagyobb papnevelő intézet tanulmányi felügyelője volt. 1886 februárjától teológiai tanári kinevezést nyrt, 1887-ben pedig a győri királyi jogakadémia magán tanára lett.
1888-ban négy hónapot történeti kutatások céljából a vatikáni levéltárban töltött Rómában. 1894-ben Nagycenk plébánosa, 1902-ben kanonok, pápai főesperes, a szeminárium rektora, 1903-ban az egyházmegye elemi iskoláinak főfelügyelője lett. 1905-ben a Győregyházmegyei Római Katolikus Népnevelési Egyesület elnökévé és a Győri Középiskola Katholikus Fiúinternátus püspöki biztosává nevezték ki. 1910-től püspöki helynök; egyben a Papi imaegyesület, a Győri Katholikus Kör és a Győri Szent Vince Egyesület elnöke. 1915-ben az alakuló Szent István Akadémia tagja, majd 1917-ben prépost lett. 1931-ben szülőfaluja díszpolgárává választotta. 1932 végén hunyt el 76 éves korában.

## Művei

### Folyóiratcikkek
Folyóiratcikkei a Győri Közlönyben (1884, 1886) jelentek meg. Közölt egy nagyobb tanulmányt Aranyszájú Szent János hitszónoklatáról a Theologiai Folyóiratban.

### Önállóan megjelent művek
- A római katholikus egyház története Magyarországon, Budapest, 1885–1890. (Szent-István társulattól a Tárkányi 100 arany-díjjal jutalmazott pályamunka. Ism. M. Allam 130. sz. Századok 757. l. Irodalmi Szemle 1886):
  - I. kötet (1885)
  - II. kötet. 1. rész
  - II. kötet 2. rész. (1890)
- Kálmán királytól az Árpádház kihaltáig, 1195–1301. Bp., 1888
- Lövő története. (társszerző: Mohl Adolf) Győr, 1892
- Ünnepi beszéd a NagyCenken felállított Széchenyi István gróf emlékszobrának leleplezése alkalmával 1897. évi szeptember 12. Sopron, 1897
- Ünnepi beszéd, melyet március tizenötödikén Nagy-Czenken mondott Balics Lajos… Sopron, 1898
- A kereszténység története hazánk mai területén a magyarok betelepedéséig. Bp., 1901
- A katholikus ifjúsági egyesületről. Győr, 1908
- Szent László fejereklyetartójának története. Győr, 1928
- Ünnepi beszéd a sopronvármegyei gazdasági egyesület jubiláris gyűlésén… Sopron, é. n.